# Saison 2 de Gomorra
Chronologie
Saison 1 Saison 3
Cet article présente les douze épisodes de la deuxième saison de la série télévisée italienne Gomorra.

## Généralités
- En Italie, la série est diffusée depuis le 10 mai 2016 sur Sky Atlantic (it), à raison de deux épisodes par semaine.
- En France, c'est Canal + qui diffuse la série.

## Distribution
- Fortunato Cerlino (VF: Franck Dacquin): Don Pietro Savastano
- Marco D'Amore (VF: Olivier Bony) : Ciro Di Marzio
- Marco Palvetti (VF: Simon Duprez) : Salvatore Conte
- Salvatore Esposito (VF: Thierry Janssen) : Gennaro Savastano

## Trame
La deuxième saison reprend là où s'est terminée la première. Don Pietro a été libéré par ses hommes du fourgon de police pendant le transfert. Ciro, après avoir fait une alliance avec Salvatore Conte, met en sécurité Deborah et sa fille Maria Rita en vue de la revanche à venir des Savastano. Sa femme, cependant, nourrit une inquiétude croissante sur le sort de sa jeune fille, au point d'être tentée de trahir le clan et de se rendre à la police.
Pendant ce temps, Genny lutte pour sa survie à l'hôpital.

## Épisodes

### Épisode 1:À vif
- Italie : 10 mai 2016 sur Sky Atlantic (it)
- France : 29 septembre 2016 sur Canal+

Genny est en train de mourir et les médecins tentent par tous les moyens de le ranimer. Pendant ce temps, Don Pietro, après avoir été libéré par ceux qui lui sont restés fidèles, apprend par ses hommes la fusillade qui a opposé Ciro et Genny, et la situation critique de son fils et du Clan Savastano. Très vite, Ciro devra payer pour la destruction de l'intérieur du Clan. La défaite momentanée de la famille de Don Pietro laisse un énorme vide de pouvoir, que Ciro a bien l'intention d'occuper avec l'aide de Don Salvatore Conte.
Après avoir mis sa femme et sa petite fille en sécurité, Ciro promet fidélité à Conte, mais étant donné son passé, il lui est difficile de lui faire totalement confiance. Ciro est aussi un manipulateur habile et est en mesure d'obtenir la confiance des hommes de Conte après avoir expliqué la raison de ses propres actions.
Les problèmes de Ciro ne se terminent pas là. Sa femme Deborah ne parvient plus à supporter d'être sous la coupe des actions criminelles de son mari et envisage de tout avouer à la police, mais à quelques pas du commissariat revient sur ses intentions. Ciro tente le tout pour le tout pour reconquérir sa femme, mais cette dernière reste insensible. Pour l'Immortel, Deborah est désormais devenu un danger et il finit par l'étrangler dans un accès de colère. Fou de douleur, il décide de se débarrasser du corps en incendiant sa voiture.

### Épisode 2:Guerre froide
- Italie : 10 mai 2016 sur Sky Atlantic (it)
- France : 29 septembre 2016 sur Canal+

Un an plus tard, Genny a survécu et est en très bonne forme. Il est maintenant encore plus incontrôlable et inhumain. Le jeune Savastano est retourné au Honduras pour conclure une affaire de drogue très importante avant son retour en Italie.
Quelques mois plus tard, il revient d'abord à Rome pour conclure le trafic et à Scampia pour récupérer des diamants que sa famille avaient enterrés en cas de besoin. Il part alors pour l'Allemagne en direction de Cologne pour rejoindre son père, Don Pietro. Celui-ci vit comme un fugitif et est actuellement hébergé par un clan ami calabrais. Genny livre le stock de diamants pour pouvoir acheter les armes qui seront nécessaires pour leur vengeance.
Leur rencontre se transforme en une discussion animée, les deux hommes ne pouvant pas se mettre d'accord sur la façon de gérer l'entreprise et sur la façon de faire avancer le Clan.
Genny et son père, invités par le chef du clan calabrais à un dîner au restaurant, se retrouvent pris au piège dans une fusillade et sont contraints de prendre la fuite. Ils parviennent à voler une voiture grâce aux talents de Gennaro, mais sont repérés et pourchassés par la police au cours de leur évasion. Contraints de s'enfuir à pied, Don Pietro, à bout de souffle, est forcé de s'arrêter. Genny n'a pas l'intention de laisser son père dans les mains de la justice et l'amène lui-même en lieu sûr. Il vole une nouvelle voiture à une station d'essence et le père et le fils se réfugient dans une ancienne usine, où ils passent la nuit.

### Épisode 3:La passion selon Conte
- Italie : 17 mai 2016 sur Sky Atlantic (it)
- France : 6 octobre 2016 sur Canal+

Un prêtre se plaint à Salvatore Conte et souhaite le convaincre de fermer la place de drogue située juste en face de sa paroisse. Conte donne l'autorisation au prêtre, le laissant libre d'organiser une veillée aux chandelles en face de l'église. Les membres du clan explicitent leur mécontentement à Conte pour la fermeture de la place, mais Ciro calme les autres membres en les invitant à respecter la décision du boss.
Cependant, Ciro ne va pas rester éternellement sous le commandement de Salvatore Conte, et il convainc Scianel et les autres, que, tôt ou tard, le boss va faire un faux-pas.
Pendant ce temps, Salvatore Conte poursuit une romance avec une chanteuse trans, mais pour éviter des répercussions décide de faire semblant d'être en couple avec la sœur de la chanteuse. Au cours de l'anniversaire du Conte, tandis que la jeune fille chante, l'un des hommes de Conte, 'O Mulatt, insulte et se moque d'elle en raison de sa transsexualité. Par la suite, a lieu une confrontation entre les deux hommes 'O Mulatt se voit également retirer sa place de vente de drogue.

### Épisode 4:Le parfum de la hyène
- Italie : 17 mai 2016 sur Sky Atlantic (it)
- France : 6 octobre 2016 sur Canal+

Pour reconquérir les places de vente de drogue, Don Pietro fait appel à Patrizia, la nièce de Malammore. Celle-ci espère fuir la criminalité grâce à l'aide économique que son oncle lui donne en échange d'informations.
Patrizia réussit à donner des informations qui sont essentielles pour avoir une image claire de la situation à Naples et laisser le vieux Savastano planifier son retour au premier plan.
Don Pietro a décidé de cibler Scianel, la sœur de Zecchinetta.

### Épisode 5:Sans filet
- Italie : 24 mai 2016 sur Sky Atlantic (it)
- France : 13 octobre 2016 sur Canal+

Don Pietro se sent humilié en tant qu'homme et en tant que chef de clan et se plaint à Patrizia, devenue sa confidente.
Ciro prépare une rencontre avec Genny. Il demande à une tierce personne, le boss Don Aniello, d'agir en tant que garant en communiquant avec le père d'Azzurra, le boss résident à Rome et proche de Genny.
Pendant ce temps, Genny, lors de sa fête d'anniversaire, retrouve certains de ses jeunes amis, 'O Track, Capa 'e bomba et 'O Cardillo (les seuls survivants de l'attaque de Conte) qui lui conseillent de se venger le plus vite possible de Ciro et de reprendre leur territoire à Naples. Mais Genny estime que le temps n'est pas encore venu. Après être sorti avec ses trois amis, il découvre que 'O Track a volé une montre à l'un des invités et, en colère, le frappe brutalement.
Ciro et Genny se rendent séparément à Trieste, en vue de la réunion fixée pour le lendemain. Don Pietro lui ayant donné l'ordre de tuer Ciro, Genny parvient à surprendre l'Immortel par derrière dans sa chambre d'hôtel. Il le force à se mettre à genoux avec un pistolet pointé sur sa tête, mais ne tire pas et lui demande de se rappeler ce moment dans le futur.
Le lendemain, les deux vont au rendez-vous avec Don Aniello. Ciro propose à Genny que Don Pietro reste en place, à deux conditions : que l'alliance Savastano accepte de vendre de la drogue et que les mouvements de Don Pietro et de ses hommes soient confinés dans leur quartier. Genny accepte, car il reconnait qu'une guerre entre clans ne profiterait à personne. De retour à Rome, Genny apprend d'Azzurra  qu'il est sur le point de devenir père. Ciro retourne chez lui pour être proche de sa fille.

### Épisode 6:La conquête du territoire
- Italie : 24 mai 2016 sur Sky Atlantic (it)
- France : 13 octobre 2016 sur Canal+

Patrizia et Don Pietro partent ensemble pour rencontrer Genny à Rome. Ce dernier explique à Don Pietro pourquoi il ne voulait pas tuer l'Immortel. Genny cherche à éviter une autre guerre sanglante qui conduirait à une déstabilisation, et essaie d'obtenir la confiance que son père ne lui a jamais accordée. Ciro se retrouve également à expliquer à son clan les termes de l'accord conclu avec Gennaro et ses hommes.
Pendant ce temps, les jeunes amis de Genny, les jeunes de la ruelle dirigés par 'O Track, se sentent exploités et braquent une salle de paris sans demander la permission à personne. Pour cette raison, ils reçoivent une visite punitive de Malammore et ses hommes, qui leur mettent une raclée.
Ciro utilise alors la frustration des jeunes ambitieux et leur propose de passer de son côté. Ils acceptent comme une question d'intérêt, malgré la désapprobation de l'un d'eux, 'O Cardillo. Les jeunes décident alors de former un nouveau clan, bien qu'ils n'aient toujours pas d'armes. Armés de battes de Baseball, ils organisent un raid de nuit dans l'immeuble de Malammore et de ses hommes, et s'approprient la place.
Genny est conscient de l'escalade des tensions. Azzurra tente de le calmer - sans réussite - en lui rappelant que sa famille se compose maintenant d'elle et du futur enfant. Le jeune Savastano l'ignore et retourne à Naples, pour tenter de convaincre les jeunes de la ruelle de revenir dans le clan avec les mêmes conditions que précédemment. En réponse, 'O Track tire sur deux de ses hommes, y compris Malammore qui est blessé, et menace de mort Genny, annonçant qu'à partir de ce jour toute personne avec les Savastano est de ce fait contre eux.

### Épisode 7:Bon prince
- Italie : 31 mai 2016 sur Sky Atlantic (it)
- France : 20 octobre 2016 sur Canal+

'O Principe continue de rencontrer Genny en secret en dépit d'être un homme de l'Alliance.
Au cours de la répartition de l'argent de la drogue au sein de l'Alliance, 'O Nano exprime une certaine méfiance à l'encontre de 'O Principe, le soupçonnant de faire de l'argent hors du système pour pouvoir financer son mode de vie particulièrement onéreux même si c'est celui qui rapporte le plus d'argent. 'O Principe retourne à la maison avec l'une de ses voitures de luxe avec sa compagne Azmera, une jeune fille d'origine africaine. Il lui a réservé une surprise chez lui : sur la terrasse du toit, il a enchaîné une panthère noire récupérée à un cirque. Par la suite, il reçoit la visite de son frère 'O Mulatt, qui le convainc d'obtenir une protection et de vendre certains de ses produits de luxe.
Pendant ce temps, Patrizia, la confidente et aide de Don Pietro, ne veut plus rien avoir à faire avec lui, se sentant humiliée par la façon dont il lui parle. Pour la sécurité de sa famille, elle décide de retourner auprès du boss Savastano. Pietro se résout à exploiter les tensions internes de l'Alliance et planifie de tuer 'O Principe pour créer une explosion en son sein.
L'Alliance réceptionne une nouvelle livraison de drogue. À cette occasion, 'O Nano confie à 'O Track que 'O Principe achète secrètement de la marchandise à Genny, coupant encore un peu plus la drogue grâce à ses compétences, ce qui lui permet de s'offrir un style de vie très dépensier. Toutefois, un membre en contact étroit avec 'O Principe entend la conversation et lui répète tout. Au cours de la même nuit, quelqu'un tire sur la vitrine de la boutique dirigée par Azmera, la compagne de 'O Principe, ce qui entraîne des suspicions envers 'O Nano.
Cette série d'événements conduit 'O Principe à quitter l'Alliance, qui perd ainsi sa place de vente de drogue la plus rémunératrice. Pour cette raison, 'O Nano est tabassé et privé de sa place. Ciro se rend chez 'O Principe et le convainc de revenir au sein de l'Alliance. Par la suite 'O Nano jure auprès de l'Alliance qu'il n'est pas l'auteur de la fusillade au magasin et fait ses excuses publiques pour pouvoir reprendre sa place.

### Épisode 8:Frères de sang
- Italie : 31 mai 2016 sur Sky Atlantic (it)
- France : 20 octobre 2016 sur Canal+

Patrizia révèle à Don Pietro que le chaos règne au sein de l'Alliance. Les membres de l'Alliance sont en effet convaincus que 'O Nano est l'instigateur de l'assassinat de 'O Principe, en raison de leur récent désaccord. Ciro, le vieil ami de l'accusé, essaie de calmer les membres et demande que l'on trouve des preuves de sa culpabilité. L'Immortel suspecte en fait l'intervention de Don Pietro pour déstabiliser le fragile équilibre du clan.
Ciro parle d'abord avec la compagne de 'O Principe pour connaître plus de détails, puis avec 'O Nano qui jure qu'il est innocent. L'Immortel dit à ce dernier que si ce n'est pas lui le responsable, il doit prouver son innocence auprès des autres.
Craignant pour leur vie, 'O Nano écoute les conseils de Ciro et se décide de s'éloigner. Il salue ses amis et se dirige avec sa femme et sa fille sur la côte du Latium, où il est  cependant retrouvé, et tué. L'Alliance apprend l'incident et croit en l'implication de 'O Mulatto dans l'assassinat. Ciro, désespéré de la perte du dernier de ses amis de sa jeunesse , va trouver sa veuve pour avoir une image plus claire de la situation.
Entre-temps, des indices sur la mort de 'O Principe mènent à Angelino Sepino, qui est ensuite enlevé lors d'une étreinte et emmené dans un cimetière pour être interrogé. Ciro ne montre aucune pitié aux demandes de pardon de la part de Sepino, qui dit qu'il a été menacé et forcé. L'Immortel veut l'enterrer vivant, puis tuer sa petite amie, mais change d'avis quand il révèle l'instigateur de l'assassinat : Don Pietro. Ciro convoque tous les membres de l'Alliance pour qu'ils écoutent le témoignage. Angelino est libéré, à la condition de disparaître.

### Épisode 9:Une femme libre
- Italie : 7 juin 2016 sur Sky Atlantic (it)
- France : 27 octobre 2016 sur Canal+

Scianel, en rentrant chez elle, entend sa belle-fille Marinella parler au téléphone, mais cette dernière nie l'appel et donne comme excuse le volume de la télévision. Mais Scianel ne lui fait pas confiance et, après avoir remarqué un échange de regard soupçonneux entre Marinella et le chauffeur Mario, elle les fait suivre.
Pendant ce temps, elle organise avec Ciro la stratégie à adopter contre Savastano, et propose que son fils Lello, qui va sortir de prison, reprenne la place laissée libre (la Sette Palazzi) par 'O Principe.
Scianel découvre la relation entre Marinella et Mario. Elle ordonne à ses hommes de main de tuer ce dernier, en le faisant saigner à mort avec un coup de feu sur les organes génitaux. Marinella est frappée par les femmes du quartier et son avenir est entre les mains de Lello, le fils de Scianel, qui doit décider de son sort, une fois libéré de prison.
Pendant ce temps, Lello récupère la Sette Palazzi, mais il est trop pris par Marinella et est furieux de son histoire avec Mario. Il décide de ne pas la tuer pour ne pas retourner en prison, mais quitte la maison en rage. Les gars des ruelles ne sont pas satisfaits de la décision prise par Ciro d'attribuer la Sette Palazzi au fils de Scianel. Ils décident de l'enlever pour le tuer, loin des regards indiscrets. Cependant, en chemin, ils sont arrêtés par un barrage de police, ce qui permet à Lello de se sauver après une nuit passée au poste.
Scianel décide de se venger en capturant 'O Track. Les hommes de Scianel le noient dans une baignoire, de la même façon que 'O Track a tué Zecchinetta, le frère de Scianel. Scianel se rend ensuite chez Ciro et lui demande de prendre une position définitive sur les gars de la ruelle, soit avec elle ou contre elle. Mais Ciro, malgré l'avertissement, continue de rester neutre dans le conflit entre les deux bandes.
Lello intime à sa mère de ne pas toucher Marinella et pendant quelques jours il se tient à distance de sa femme, tout en la menaçant de mort par téléphone. Après que la colère soit retombée, il décide de rentrer chez lui. Marinella l'a convaincu de revenir et décide d'accepter l'aide de Patrizia qui lui a fourni le numéro de téléphone de Capa 'e bomba pour tendre un piège à son mari. 
Les jeunes des ruelles envoient des tueurs inexpérimentés pour le faire assassiner et ceux-ci tirent sur la mauvaise personne et tuent un innocent au lieu de Lello. Il comprend immédiatement le rôle joué par la jeune fille et Marinella, paniquée, s'enfuit et décide d'aller à la station de police et de collaborer afin d'avoir la protection des autorités, avouant que Scianel est l'auteur du meurtre de Mario.

### Épisode 10:L'appât
- Italie : 7 juin 2016 sur Sky Atlantic (it)
- France : 27 octobre 2016 sur Canal+

Scianel, en colère contre le comportement de Ciro sur la question des jeunes des ruelles, convoque Don Pietro et lui demande de reprendre sa place et d'éliminer Ciro. L'Immortel découvre quant à lui, grâce à des interceptions mobiles le rôle de Patrizia pour Don Pietro. Ciro fait suivre Patrizia, convaincu qu'elle les mènera directement vers la cachette de son patron.
Pendant ce temps, Genny, après avoir pris connaissance de la mort de 'O Principe et la situation précaire qui règne à Naples, décide de demander une rencontre à son père, afin de comprendre ses intentions. Patrizia doit servir d'agent de liaison pour la rencontre entre les deux : elle doit accompagner Genny dans un lieu secret dans lequel Pietro l'attendra. Cependant, en chemin, se rendant compte qu'elle est suivie, elle prévient Genny et lui indique où Don Pedro se trouve pour qu'il puisse le rejoindre et l'avertir. Par la suite Ciro et ses hommes parviennent à enlever Patrizia.
Ciro qui a également fait kidnapper Alessio, le frère de Patrizia, parvient à connaitre la position de la cachette de Don Pietro. Cependant, celle-ci s'avère vide. Patrizia convainc Ciro de laisser partir Alessio, convaincu que l'Immortel va la tuer; mais Ciro, en proie à la culpabilité et au remords pour les meurtres innombrables qu'il a commis par le passé, décide de les laisser en vie.
Don Pietro déménage dans une nouvelle cachette, accompagné de Genny. Le père réitère son intention d'opérer seul et ordonne à Genny, pour la énième fois, de se retirer et ne pas interférer dans la gestion des affaires à Secondigliano, déclarant qu'il était, encore une fois, plus rusé et intelligent que lui pour commander.
Pendant ce temps, Malammore se rapproche des jeunes des ruelles en leur révélant la cachette de Scianel, afin qu'ils puissent préparer une embuscade pour venger la mort de 'O Track et récupérer la possession de sa place de vente de drogue. Mais, Scianel qui est parvenue à s'échapper en voiture est arrêtée par les policiers en dépit de la présentation de faux papiers. L'arrestation fait suite aux déclarations de Marinella à la police.

### Épisode 11:Comme un poison
- Italie : 14 juin 2016 sur Sky Atlantic (it)

'O Mulatto est tué par balles par ses hommes chez son coiffeur Sasa. Ciro est immédiatement informé de l'incident, mais refuse de se cacher, comme cela lui est suggéré et reste jouer avec sa fille. Patrizia est accusée par son frère Alessio et sa sœur de ruiner leur vie et de les mettre en danger, de sorte qu'elle se réfugie chez Don Pietro qui a entre-temps emménagé dans son nouvel appartement. 'O Zingariello convainc ses hommes qu'il faut revenir du côté de Don Pietro, les assurant qu'ils rentreront chez eux et qu'ils se retrouveront du bon côté dans la guerre qui vient de commencer.
Malammore emmène 'O Zingariello au logement de Don Pietro, les yeux bandés. Il demande pardon à Don Pietro pour avoir soutenu Ciro, et assure sa fidélité. Le boss lui donne alors un ultimatum : il doit lui remettre Ciro. 'O Zingariello informe ensuite ses hommes de la position de Don Pietro et demande à Ciro une rencontre dans un hangar.
Pendant ce temps, à Rome, Alfredo tue accidentellement un agent public qu'il devait seulement effrayer sur les ordres de Don Giuseppe. Pour sauver sa peau et celle de son frère, il lui remet un billet d'avion pour le Venezuela afin de se faire oublier par la police. 'O Zingariello ne réussit pas  à prendre au piège Ciro qui a repéré le complot. Don Pietro n'abandonne pas pour autant et ordonne à Malammore de punir l'échec de 'O Zingariello, en l'étranglant.
Genny semble loin de ces événements, il prépare la cérémonie de mariage avec Azurra. Dans la soirée, Genny rencontre Ciro et lui dit qu'il ne se soucie pas du tout ce qui se passe à Secondigliano. Ciro l'avertit que si quelque chose devait arriver à Don Pietro, il en serait l'unique responsable, et si Don Pietro gagne, Genny serait dépeint comme un faible. Ciro lui rappelle qu'il reste sa seule chance. 
Genny et Azzurra se marient  dans la basilique de Saint-Pierre et Paul à Rome. Alfredo est arrêté par la police en essayant de s'enfuir. Patrizia aide Don Pietro à arranger son nouveau domicile. Ce dernier veut convaincre Patrizia  de rester et de vivre avec lui, se sentant seul dans une maison si grande. Patrizia accepte et ils entament une relation amoureuse.
La mariée et le marié et leurs invités se rendent à la réception, mais l'atmosphère heureuse est interrompue par l'arrestation de Don Giuseppe, le père d'Azzurra, alors que les deux mariés se sont éclipsés de la cérémonie. Il est accusé par Alfredo d'être l'instigateur de l'assassinat du conseiller.

### Épisode 12:Le prix du sang
- Italie : 14 juin 2016 sur Sky Atlantic (it)

Lelluccio est tué sur les ordres de Don Pietro. Ciro décide de répondre en rassemblant tous les ennemis de Savastano. Par sécurité, il fait escorter sa fille par ses hommes. Les affaires de Don Pietro, cependant, ne fonctionnent pas très bien, car il est en train de perdre des bénéfices sur le marché de la drogue en raison de l'application de la loi répressive. Pendant ce temps Genny se rend en prison retrouver Don Giuseppe ; celui-ci lui donne la tâche de retrouver la balance qui l'a envoyé en prison.
Azzurra pense que c'est Genny qui a donné l'information à la police et qu'il a de ce fait envoyé son père Giuseppe en prison pour obtenir le pouvoir sur sa société. Genny reconnait que c'est bien ce qui est arrivé, car il ne veut plus être minoritaire dans les affaires. Cependant Azzurra, en dépit d'être bouleversée par la trahison de Genny contre son père Don Giuseppe, accepte la situation, pour l'amour de son mari et l'enfant qu'elle porte.
Don Pietro gère à nouveau avec beaucoup de succès le trafic de drogue, mais Malammore lui rappelle qu'il y a encore un ennemi, Ciro, qui doit être éliminé. Ils organisent une embuscade avec la fille de Ciro. Après avoir tué tous les hommes chargés de sa protection, Malammore, non sans hésiter un moment, tue la jeune fille d'un coup de pistolet.
Genny est indigné du geste de son père, et le rejoint chez lui pour lui faire savoir qu'il ne soutient pas ses actions, mais Don Pietro voulait venger la mort d'Imma, qui représentait « toute sa vie ». Par la suite, Genny revendique un pourcentage sur les ventes de la drogue (qui est reçue en provenance du Honduras) sur le marché de Secondigliano, tandis que son père refuse et lui ordonne de quitter Rome pour revenir à ses côtés à Naples.
Pendant ce temps, Ciro participe à l'enterrement de sa fille. En même temps qu'il a perdu sa fille, son ambition du pouvoir a disparu. Il demande à ses fidèles de diviser entre eux l'argent restant dans le coffre-fort et de suivre leur propre chemin. Il considère que la guerre est perdue et se prépare à quitter Naples, seul.
Patrizia avoue à Don Pietro que jusqu'à maintenant, elle a tout supporté et elle a toujours été prête à faire quelque chose pour lui, mais qu'elle n'accepte pas d'être le « double d'un fantôme » (celui d'Imma). Don Pietro la flatte avec une bague pour lui déclarer son amour, lui disant qu'elle peut tout avoir, le pouvoir, la richesse, et que maintenant il est juste un vieil homme qui survit uniquement grâce à son aide.
Don Pietro décide d'avoir une autre discussion avec Genny, au cimetière devant la tombe de sa femme Imma. Il veut l'amener à accepter une nouvelle présence dans la famille Savastano (Patrizia) et le convaincre une fois pour toutes de se tenir à ses côtés. Le jeune Savastano va d'abord retrouver Ciro, qui est maintenant un homme défait et détruit. Genny lui donne un pistolet et lui rappelle qu'il lui reste encore une chose à faire. Don Pietro atteint la chapelle où sa femme est enterrée, sans escorte. Pendant ce temps, Azzurra est sur le point de donner naissance. Genny la rejoint à l'hôpital.